# Komparation
Die Komparation (von lateinisch comparatio, von lat. comparare „vergleichen“; lat. comparatio, antik auch contentio), auch Gradation oder zuweilen Graduierung, deutsch Steigerung, ist in der Sprachwissenschaft eine Abteilung der Formenbildung von Adjektiven und (einigen) Adverbien.

## Stufen
Es werden die folgenden fünf Stufen unterschieden:
- Positiv (von lateinisch ponere „festlegen“)
- Komparativ (v. lat. comparare „vergleichen“)
- Superlativ (v. lat. super „über“ und ferre „tragen“)
- Elativ (v. lat. elatum „hervorgehoben“ oder efferre „herausheben“)
- Exzessiv (v. lat. excedere „herausgehen/überschreiten“)

## Komparation im Deutschen
Im Deutschen gibt es bei der Komparation Wortformen in drei Stufen:
| Lateinisch-deutsche Bezeichnung  | Lateinische Bezeichnung                     | Lateinische Bezeichnung                     | Lateinische Bezeichnung                     | Deutsche Bezeichnung | Deutsche Bezeichnung | Deutsche Bezeichnung | Deutsche Bezeichnung | Beispiel                  |
| -------------------------------- | ------------------------------------------- | ------------------------------------------- | ------------------------------------------- | -------------------- | -------------------- | -------------------- | -------------------- | ------------------------- |
| Positiv                          | [gradus] positivus, antik: gradus absolutus | [gradus] positivus, antik: gradus absolutus | [gradus] positivus, antik: gradus absolutus | Grundstufe           | Grundstufe           | Grundstufe           | Grundstufe           | stolz                     |
| Komparativ (veraltet Comparativ) | [gradus] comparativus                       | antik: comparatio                           | antik: collatio secunda                     | Mehrstufe            | Höherstufe           | Vergleichsstufe      | Steigerungsstufe     | stolzer                   |
| Superlativ                       | [gradus] superlativus                       | antik: superlatio                           | antik: collatio tertia                      | Meiststufe           | Höchststufe          | Höchststufe          | Gipfelstufe          | am stolzesten (stolzest-) |

Im Deutschen enden regelmäßig gesteigerte Adjektive im Komparativ auf -er und werden mit als zum Vergleichsobjekt verbunden. In einigen Dialekten wird als Verbindungswort wie genutzt (in manchen südwestdeutschen Dialekten, wie z. B. Schwäbisch und Alemannisch: besser wie). Dialektal wird gelegentlich die im Standard regelwidrige Kombination als wie verwendet (Bairisch: besser wie oder, ein wenig seltener, eben besser als wie).
Der Superlativ endet mit -st bzw. -est nach -s, -ß, -sch, -d, -t, -tz, -x oder -z und wird bei prädikativem Gebrauch der Adjektive mit am verbunden:
- groß – größer – (am) größte(n)
- schön – schöner – (am) schönste(n)
- wild – wilder – (am) wildeste(n)

Unregelmäßige Steigerungen haben Adjektive, die von der oben genannten Regel abweichen (anderer Wortstamm oder Veränderung eines Konsonanten, Suppletion). Unregelmäßig sind:
- gut – besser – (am) beste(n)
- viel – mehr – (am) meiste(n)
- gerne – lieber – (am) liebste(n)
- hoch – höher – (am) höchste(n)
- wenig – weniger/minder – (am) wenigste(n)/(am) mindeste(n) (beide Formen möglich)
- nahe – näher – (am) nächste(n)

Der Superlativ ist der höchste Steigerungsgrad der Eigenschaftswörter. Zum Ausdruck kommt die größtmögliche Teilhabe an einer Eigenschaft. Viele Sprachen, beispielsweise Deutsch, Englisch oder Latein, verwenden den Superlativ innerhalb der Komparation, um einen graduellen Unterschied zwischen mindestens drei Vergleichswerten zu beschreiben, wobei der Superlativ den Wert mit dem höchsten Grad markiert.
Beispiele:
- „Anton rennt von allen Schülern am schnellsten.“
- „Der höchste Berg in Asien ist der Mount Everest.“

Werden im Satz jedoch keine Vergleichswerte genannt, dann wird der Superlativ absoluter Superlativ – im Gegensatz zum relativen Superlativ – oder auch Elativ genannt. Weitere graduelle Abstufungen erlauben dabei lexikalische Wortbildungsmittel und Intensitätspartikel.
Beispiele:
- „Anton rennt am allerschnellsten.“
- „Der mit Abstand höchste Berg ist der Mount Everest.“

Nicht üblich ist die Komparation von
- Absolutadjektiven, da sie sich einem Vergleich entziehen. Beispiele: dreieckig, schriftlich, sterblich, einmalig, tot, ganz, einzig. Sie können mitunter jedoch in scherzhafter oder rhetorischer Verwendung gesteigert werden, beziehungsweise dann, wenn sie in relativer oder übertragener Bedeutung verwendet werden: „Alle Tiere sind gleich, aber einige Tiere sind gleicher als andere.“ (George Orwell, Farm der Tiere), siehe Hyperlativ
- zusammengesetzten Adjektiven, wenn das Erstglied selbst eine Einstufung vornimmt. Beispiele: strohdumm, eiskalt, lauwarm, grasgrün.
- unveränderlichen Adjektiven. Diese werden weder flektiert noch gesteigert, beispielsweise entlehnte Farbwörter wie lila, rosa (hingegen werden flektierbare Farbwörter wie rot, grün, blau auch gesteigert). Umgangssprachlich werden sie aber auch flektiert wie ein lilanes Kleid, ein rosanes Kleid.[2] Bei elliptischer Formulierung muss das Adjektiv flektiert werden: „Sie trägt ein lilanes“ und nicht „Sie trägt ein lila“ für „Sie trägt ein lila/lilanes Kleid“.[3]

Nur einmal gesteigert werden zum Beispiel:
- vorderer – vorderster (Adverb: vorn(e))
- hinterer – hinterster (Adverb: hinten, hinter; Präposition: hinter)
- innerer – innerster (Adverb: innen)
- äußerer – äußerster (Adverb: außen)

### Adjektivisch verwendete Partizipien
Adjektivisch verwendete Partizipien werden normalerweise nicht gesteigert. Es heißt „die schreienden Kinder“, nicht aber „die schreienderen Kinder“ und nicht „die schreiendsten Kinder“, sondern umschreibend „die lauter schreienden“ oder die „am lautesten schreienden“ Kinder. Wird „schreiend“ hingegen im übertragenen Sinne gebraucht, so wird es nicht mehr als adjektivisches Partizip, sondern als (neues) Adjektiv empfunden; dann kann man durchaus sagen, der Aufenthaltsraum sei in den schreiendsten Farben gehalten.

### Steigerung zusammengesetzter Adjektive
Bei zusammengesetzten Adjektiven wie hochwertig ist es nur möglich, den ersten oder den zweiten Teil zu steigern, nicht jedoch beide. Ob Vorder- oder Hinterwort zu steigern ist, ergibt sich meist, wenn man sich klarmacht, die Steigerung welcher Eigenschaft gemeint ist. Der schnellstmögliche Zug ist schneller als jeder andere, nicht jedoch möglicher. Gelegentlich kann wahlweise der erste oder der zweite Teil gesteigert werden, manchmal ergibt sich dabei ein Bedeutungsunterschied. Bei wörtlicher Bedeutung wird meist das Vorderwort gesteigert, bei übertragener Bedeutung eher das Hinterwort. Die Regeln der Zusammen- und Getrenntschreibung sind zu beachten.
- „Dieses Hemd ist kleiner kariert (hat kleinere Karos) als das alte“ (wörtliche Bedeutung), aber:
- „Du bist ja noch kleinkarierter (pingeliger) als mein Vater!“ (übertragene Bedeutung)
- die näher liegende Haltestelle („nah“ in eigentlicher örtlicher Bedeutung), aber:
- die naheliegendere (leichter herauszufindende) Lösung (übertragene Bedeutung)

### Superlativadverbien
Ein Superlativadverb ist ein besonderes Adverb, welches eine superlative Form und Bedeutung aufweist.
Beispiele:
- bestens, spätestens, mindestens, höchstens

### Desuperlativum
Das Desuperlativum (v. lat. de „von“) ist ein Wort, welches von einem Superlativ abgeleitet wurde.
Beispiele:
- optimal (v. lat. optimus „der Beste“), maximal (v. lat. maximus „der Größte“)

### Hyperlativ
Vom Standarddeutschen abweichend, werden in der Umgangssprache auch Absolutadjektive gesteigert, obwohl ihre Positivform schon eine superlative Bedeutung hat. Eine solche Wortform, die scheinbar ein Absolutadjektiv steigert, wird als „Hyperlativ“ bezeichnet. Beispiele:
- die optimalste Variante (optimal hat bereits die Bedeutung eines Superlativs zu „gut“)
- die einzigste Lösung

Manchmal wird ein zusammengesetztes Adjektiv gesteigert, indem man die Steigerungsformen von beiden Bestandteilen bildet, z. B. der bestaussehendste (Standard: bestaussehende) Schauspieler, die bestmöglichste (Standard: bestmögliche) Lösung, der tiefstgelegenste (Standard: tiefstgelegene) Punkt.
Gelegentlich wird ein eigentlich absolutes Adjektiv dennoch gesteigert, zum Beispiel
- aus stilistischen Gründen: Gute Nacht Engel. Einzigstes Einzigstes Mädgen – und ich kenne ihrer Viele – (Goethe in einem Brief an Auguste vom 14.–19. September 1775)[4]
- oder aus rhetorischen Gründen, um auf die prinzipielle Nichtrelativierbarkeit der Eigenschaft besonders hinzuweisen: Alle Tiere sind gleich, aber einige Tiere sind gleicher als andere. (George Orwell: Farm der Tiere)

Die Steigerung von Absolutadjektiven als stilistisches Mittel zählt zu den Elativen, wie etwa zur vollsten Zufriedenheit.

### Nicht vergleichender Gebrauch
Neben dem Gebrauch in Vergleichen kann die Komparativform des Adjektivs in nicht vergleichenden Sätzen verwendet werden. Diese Art der Verwendung wird absoluter Komparativ genannt im Gegensatz zum relativen Komparativ.
„Meine Nachbarin ist eine ältere Dame.“
In dieser nicht vergleichenden Verwendung wird das Adjektiv gegenüber dem Positiv abgeschwächt, nicht verstärkt. Eine ältere Dame ist nicht so alt wie eine alte Dame.
Zu Fehldeutungen kann dabei die Verwendung des Wortes wie führen, weil es in einigen Dialekten als Verbindungswort in Vergleichen gebraucht wird:
„Meine Nachbarin ist eine ältere Dame wie meine Mutter“ bedeutet regional eventuell
„Meine Nachbarin ist eine ältere Dame als meine Mutter“ oder
„Meine Nachbarin ist eine ältere Dame ebenso wie meine Mutter“.
Ein ähnlicher Fall wie beim nicht vergleichenden Gebrauch des Komparativs liegt vor, wenn er für die Verminderung des Gegenbegriffes verwendet wird:
„Nachdem es mir zwischenzeitlich schlecht ging, geht es mir jetzt wieder besser (= weniger schlecht), aber noch nicht gut.“ Der Komparativ „besser“ bedeutet hier ebenfalls weniger gut als „gut“.
Ein besserer Herr ist ein Mann, der sozial höher gestellt ist. Bei diesem feststehenden Begriff wird er nicht mit einem „guten“ Herrn verglichen.
Eine nicht vergleichende Art der Verwendung findet sich parallel auch beim Superlativ. Sie wird absoluter Superlativ oder auch Elativ genannt.

### Komparation von Adverbien
Im Deutschen können auch einige wenige Adverbien gesteigert werden, etwa: oft – öfter – am häufigsten / am öftesten.
Adverbiell gebrauchte Adjektive können regelmäßig gesteigert werden (wenn auch nicht in allen adverbiellen Funktionen): „Peter singt schöner als Jutta.“

## Komparation in anderen Sprachen
In anderen Sprachen gibt es noch eine vierte Steigerungsform, den Elativ.
Eine solche Sprache ist Neugriechisch:
| Stufe      | (Neu-)Griechisch                  | Deutsch        |
| ---------- | --------------------------------- | -------------- |
| Positiv    | (ευγενικός) ewjenikós             | „höflich“      |
| Komparativ | (ευγενικότερος) ewjenikóteros     | „höflicher“    |
| Superlativ | (ο ευγενικότερος) o ewjenikóteros | „höflichst-“   |
| Elativ     | (ευγενικότατος) ewjenikótatos     | „sehr höflich“ |

Der Elativ kann in der Übersetzung wiedergegeben werden mit:
- sehr gut
- äußerst gut
- super(-gut)

Im Lateinischen sind drei Steigerungsformen vorhanden:
| Stufe      | Latein      | Deutsch                    |
| ---------- | ----------- | -------------------------- |
| Positiv    | longus      | „lang“                     |
| Komparativ | longior     | „länger“, „recht lang“     |
| Superlativ | longissimus | „am längsten“, „sehr lang“ |

Der Exzessiv des Baskischen (auch Elativ genannt) kann mit „zu …“ übersetzt werden, er zeigt also ein Übermaß oder einen Exzess an:
| Stufe      | Baskisch | Deutsch   |
| ---------- | -------- | --------- |
| Positiv    | handi    | „groß“    |
| Komparativ | handiago | „größer“  |
| Superlativ | handien  | „größt-“  |
| Exzessiv   | handiegi | „zu groß“ |